# 隠し絵
隠し絵（かくしえ）/ダブルイメージ（英: Double Image）とは、絵の中に、よく注意して見なければわからないように工夫して、他の絵を描き込んであるもの。さがし絵ともいう。有名な絵に『嫁と義母』や『ルビンの壺』がある。

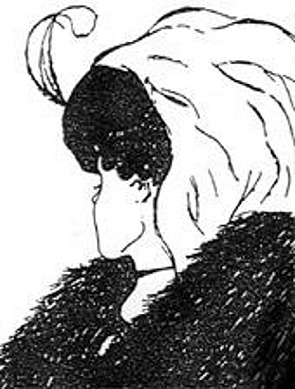
嫁と義母

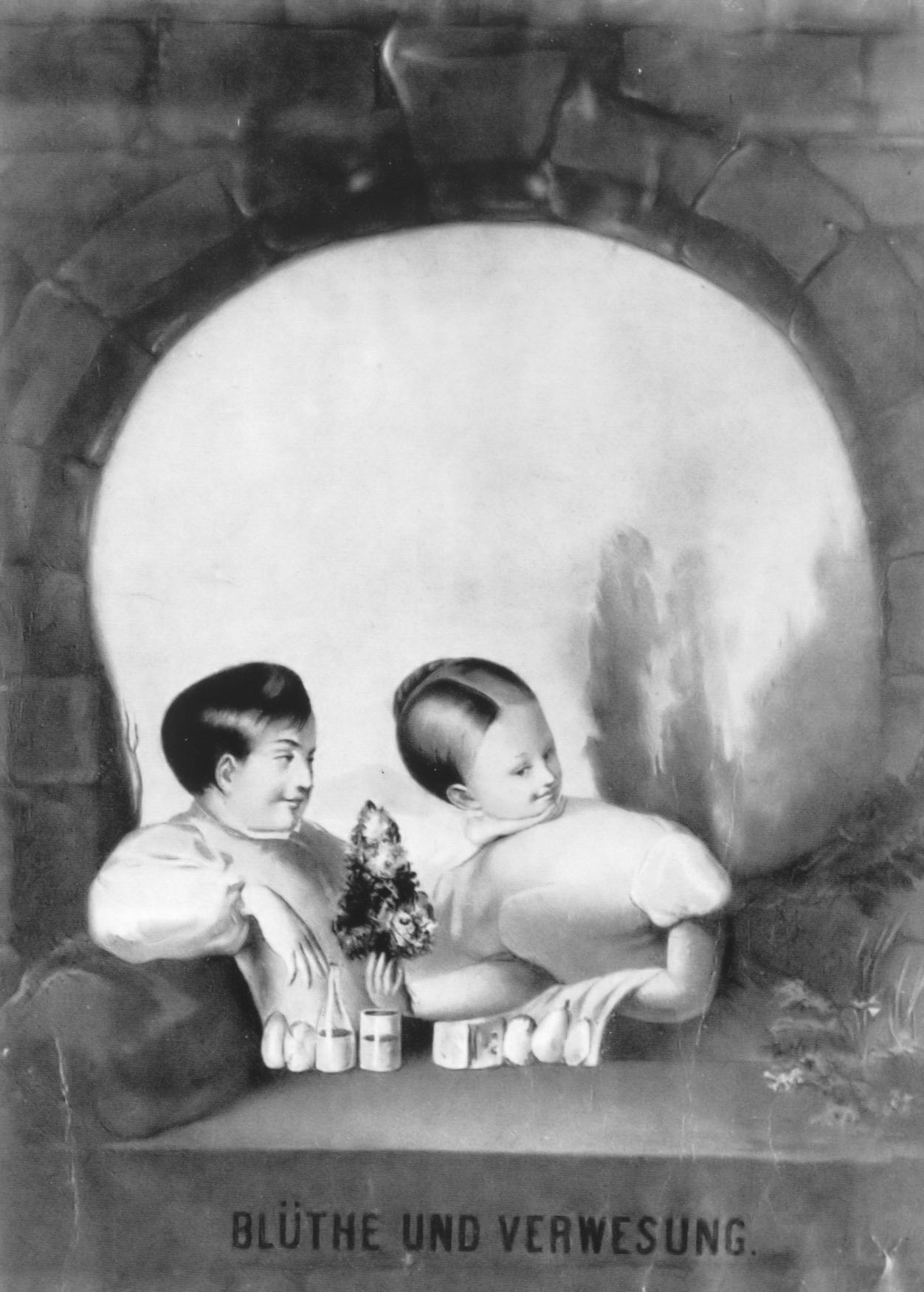
19世紀ドイツの隠し絵。遠くでみると髑髏に見えるがよく見ると……。

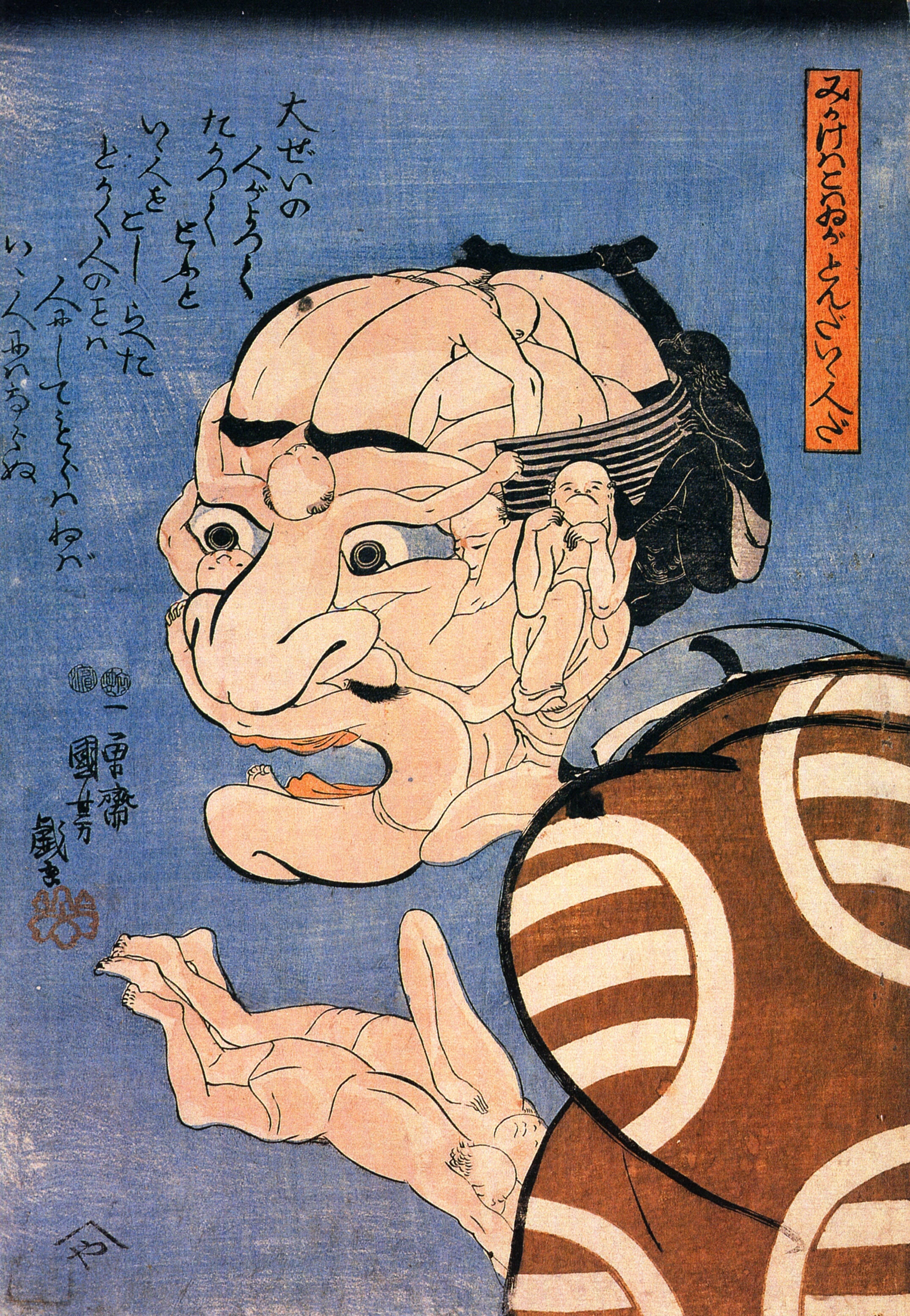
歌川国芳の寄せ絵『みかけハこハゐが　とんだいゝ人だ』（見掛けは怖いが とんだ良い人だ）

## 定義
1. 一般的には、トリックアートの一種。騙し絵は類義語であるが、壁に家具の絵を描いてあたかも家具があるように見せかける騙し絵とは目的が異なる。通常、絵の中に隠された動物や人物などの姿を探し出すパズル、クイズとして使われるため、さがし絵といわれる。歌川国芳の寄せ絵も同様の手法で描かれている。
2. 油彩画で、一旦描いた作品を塗りつぶして改作した結果、実際に見える絵画の下に別の絵画が隠れている場合も元の絵をさして隠し絵ということもある。

## 事例
1. 安野光雅の絵本『もりのえほん』（福音館書店、1981年）には、樹木や生い茂った叢の中に、130余りの動物が隠されているという[1]。
2. レオナルド・ダ・ヴィンチの『モナ・リザ』、『最後の晩餐』には、二重、三重の隠し絵があったとする説もある[2]。